# Mega Man
Mega Man (известный в Японии как Rockman (яп. ロックマン Роккуман)) — серия видеоигр в жанре платформера, разработанная компанией Capcom. Сюжеты игр повествуют о борьбе робота Mega Man с роботами доктора Уайли (англ. Dr. Wily), призванными захватить мир. Первая часть серии вышла 17 декабря 1987 года на игровой консоли Nintendo Entertainment System и называлась Rockman. Впоследствии различные части серии выходили на Super Nintendo, Sega Saturn, PlayStation, PlayStation 2, Game Boy, Xbox 360 и других платформах.

## Список игр

### Основная серия
- Mega Man — NES, PlayStation, мобильные телефоны, iOS, Android (1987)
- Mega Man 2 — NES, PlayStation, мобильные телефоны, iOS, Android (1988)
- Mega Man 3 — NES, PlayStation, мобильные телефоны, iOS, Android (1990)
- Mega Man 4 — NES, PlayStation, мобильные телефоны, iOS, Android (1991)
- Mega Man 5 — NES, PlayStation, мобильные телефоны, iOS, Android (1992)
- Mega Man 6 — NES, PlayStation, мобильные телефоны, iOS, Android (1993)
- Mega Man 7 — SNES (1995)
- Mega Man 8 — PlayStation, Sega Saturn (1996)
- Mega Man 9 — PlayStation 3, Xbox 360, Wii (2008)
- Mega Man 10 — PlayStation 3, Xbox 360, Wii (2010)
- Mega Man 11 — PlayStation 4, Xbox One, Nintendo Switch, Windows (2018)

### Спин-оффы
- Mega Man — MS-DOS (1990)
- Mega Man: Dr Wily’s Revenge — Game Boy (1991)
- Mega Man II — Game Boy (1991)
- Mega Man III — Game Boy (1992)
- Mega Man 3 — MS-DOS (1992)
- Mega Man IV — Game Boy (1993)
- Mega Man Soccer — SNES (1994)
- Mega Man V — Game Boy (1994)
- Mega Man: The Power Battle — аркадные автоматы (1995)
- Mega Man — Game Gear (1995)
- Mega Man 2: The Power Fighters — аркадные автоматы (1996)
- Mega Man Battle & Chase — PlayStation (1997)
- Super Adventure Rockman — PlayStation, Sega Saturn (1998)
- Mega Man & Bass — Super Famicom, Game Boy Advance (1998)
- Rockman & Forte: Mirai kara no Chōsensha — WonderSwan (1999)
- Mega Man Powered Up — PlayStation Portable (2006)

### Серия Mega Man X
- Mega Man X — SNES, MS-DOS, мобильные телефоны, iOS (1993)
- Mega Man X2 — SNES, мобильные телефоны (1994)
- Mega Man X3 — SNES, PlayStation, Sega Saturn, Windows, мобильные телефоны (1995)
- Mega Man X4 — PlayStation, Sega Saturn, Windows, мобильные телефоны (1997)
- Mega Man Xtreme — Game Boy Color (1999)
- Mega Man X5 — PlayStation, Windows (2000)
- Mega Man Xtreme 2 — Game Boy Color (2001)
- Mega Man X6 — PlayStation, Windows (2001)
- Mega Man X7 — PlayStation 2, Windows (2003)
- Mega Man X: Command Mission — PlayStation 2, GameCube (2004)
- Mega Man X8 — PlayStation 2, Windows (2004)
- Mega Man: Maverick Hunter X — PlayStation Portable (2005)
- Mega Man X DiVE — iOS, Android (2020)

### Mega Man Legends
- Mega Man Legends — PlayStation, Nintendo 64, Windows, PlayStation Portable (1997)
- The Misadventures of Tron Bonne — PlayStation (1999)
- Mega Man Legends 2 — PlayStation, Windows, PlayStation Portable (2000)

### Mega Man Battle Network
- Mega Man Battle Network — GBA, WonderSwan Color
- Mega Man Battle Network 2 — GBA
- Mega Man Battle Network 3 Blue — GBA
- Mega Man Battle Network 3 White — GBA
- Mega Man Battle Network 4 Blue Moon — GBA
- Mega Man Battle Network 4 Red Sun — GBA
- Rockman.EXE 4.5 Real Operation — GBA
- Mega Man Battle Network 5 Team Colonel — GBA
- Mega Man Battle Network 5 Team Protomen — GBA
- Mega Man Battle Network 5 Double Team — DS
- Mega Man Battle Network 6 Cybeast Falzar — GBA
- Mega Man Battle Network 6 Cybeast Gregar — GBA
- Megaman Battle Chip Challenge — GBA

### Mega Man Zero
- Mega Man Zero — Game Boy Advance (2002)
- Mega Man Zero 2 — Game Boy Advance (2003)
- Mega Man Zero 3 — Game Boy Advance (2004)
- Mega Man Zero 4 — Game Boy Advance (2005)

### Mega Man ZX
- Mega Man ZX — Nintendo DS (2006)
- Mega Man ZX Advent — Nintendo DS (2007)

### Mega Man Star Force
- Mega Man Star Force: Leo — DS
- Mega Man Star Force: Dragon — DS
- Mega Man Star Force: Pegasus — DS
- Mega Man Star Force 2: Zerker X Ninja — DS
- Mega Man Star Force 2: Zerker X Saurian — DS
- Mega Man Star Force 3: Black Ace — DS
- Mega Man Star Force 3: Red Joker — DS

### Сборники
- Mega Man: The Wily Wars — Mega Drive (1994)
- Rockman Battle & Fighters — Neo Geo Pocket (2000)
- Mega Man Anniversary Collection — PlayStation 2, GameCube, Xbox (2004)
- Rockman Power Battle Fighters — PlayStation 2 (2004)
- Mega Man Battle Network 5 Double Team DS — Nintendo DS (2005)
- Mega Man X Collection — PlayStation 2, GameCube (2006)
- Mega Man Zero Collection — Nintendo DS (2010)
- Mega Man Legacy Collection — PlayStation 4, Xbox One, Windows, Nintendo 3DS, Nintendo Switch (2015)
- Mega Man Legacy Collection 2 — PlayStation 4, Xbox One, Windows, Nintendo Switch (2017)
- Mega Man X Legacy Collection — PlayStation 4, Xbox One, Windows, Nintendo Switch (2018)
- Mega Man X Legacy Collection 2 — PlayStation 4, Xbox One, Windows, Nintendo Switch (2018)
- Mega Man Zero/ZX Legacy Collection — PlayStation 4, Xbox One, Windows, Nintendo Switch (2020)

## Персонажи

### Mega Man
В Японии он сохраняет своё имя — Рокмен, но за её пределами его зовут Мегамен. Главный протагонист серии игр, в первоначальных целях он разработан как робот-помощник доктора Томаса Лайта (яп. トーマス・ライト То:масу Раито, англ. Doctor Thomas Light). Но после предательства коллеги Лайта — доктора Альберта В. Уайли, ставшего угрозой миру, Мегамен добровольно согласился превратиться в боевого робота. Он «одет» в голубой механический костюм и шлем. Его рука может превращаться в оружие, стреляющее энергетическим бластером. Мегамен — защитник порядка во всём мире. Он чётко соблюдает главный закон роботов: никогда не вредить людям, даже если его терпение на исходе.
Каждый раз, когда Мегамен побеждает доктора Уайли, он старается сделать всё, чтобы не дать зловещему доктору снова воплотить свои планы. Главная особенность Мегамена — способность поглощать оружие вражеских роботов. После того, как он уничтожает одного из них, он забирает его оружие, которое теперь сможет использовать против других врагов.

### Proto Man
Протомен (яп. ブルース Буру:су, от англ. Blues — «Блюз») — один из персонажей вселенной Mega Man. Он является самым первым роботом — прототипом, отсюда и название «Прото», он также является «братом» Мегамена. «Одет» в красный костюм, носит шлем с солнцезащитными очками. Так же, как и Мегамен, он может поглощать оружие вражеских роботов, и так же имеет руку-бластер, способную заряжаться. Убежал от создателей думая, что его перепрограммируют только на мир и спокойствие.

### Bass
Басс (яп. フォルテ Форутэ, от итал. Forte — «сильно, громко») — очередной персонаж во вселенной Мегамена, своеобразный «антигерой» саги.
Лучшее творение доктора Альберта Уайли, созданное в качестве противника и конкурента Мегамену. Носит чёрный костюм и имеет сзади причёску в виде двух огромных «парусов». Как и Мегамен с Протоменом, Басс может поглощать оружие вражеских роботов. Он способен вести скорострельный огонь очередями во всех направлениях: прямо, вверх, по диагонали-вверх и по диагонали-вниз. У Басса также есть спутник: роботизированный волк Treble — «Требл» (яп. Gospel — «Госпел», в переводе — «Толчок»), аналог Раша для Мегамена. Требл сливается с Бассом, тем самым давая ему возможности полёта (Treble Boost), как у Супер-Адаптера Мегамена.
Басс хоть и является творением Уайли, но он предал его и действует по своему усмотрению. Мечтает уничтожить Мегамена, чтобы всем доказать, что он — лучший робот из созданных.

### Другие персонажи

#### Классический Mega Man
- Доктор Томас Лайт (англ. Dr. Thomas T. Light, яп. トーマス・ライト) — создатель множества роботов и самого Мегамена. Старик с густой белой бородой.
- Доктор Альберт Уайли (англ. Dr. Albert W. Wily, яп. Dr.ワイリー) — главный антагонист серии, бывший друг и коллега Лайта. Стал одержим идеей мирового господства и создал множество роботов.

#### Mega Man Х
- Зеро — друг Икса. Главный герой собственной серии игр.